# Hierodula harpyia
Hierodula harpyia är en bönsyrseart som beskrevs av John Obadiah Westwood 1889. Hierodula harpyia ingår i släktet Hierodula och familjen Mantidae. Inga underarter finns listade i Catalogue of Life.